# 圣保罗的斩首
圣保罗的斩首（義大利語：Decapitazione di San Paolo），是亚历山德罗·阿尔加迪於1633-1647间被维尔吉利奥·斯帕达（Virgilio Spada）委托而造的雕塑，刻划了刽子手斩首圣保罗的场景。

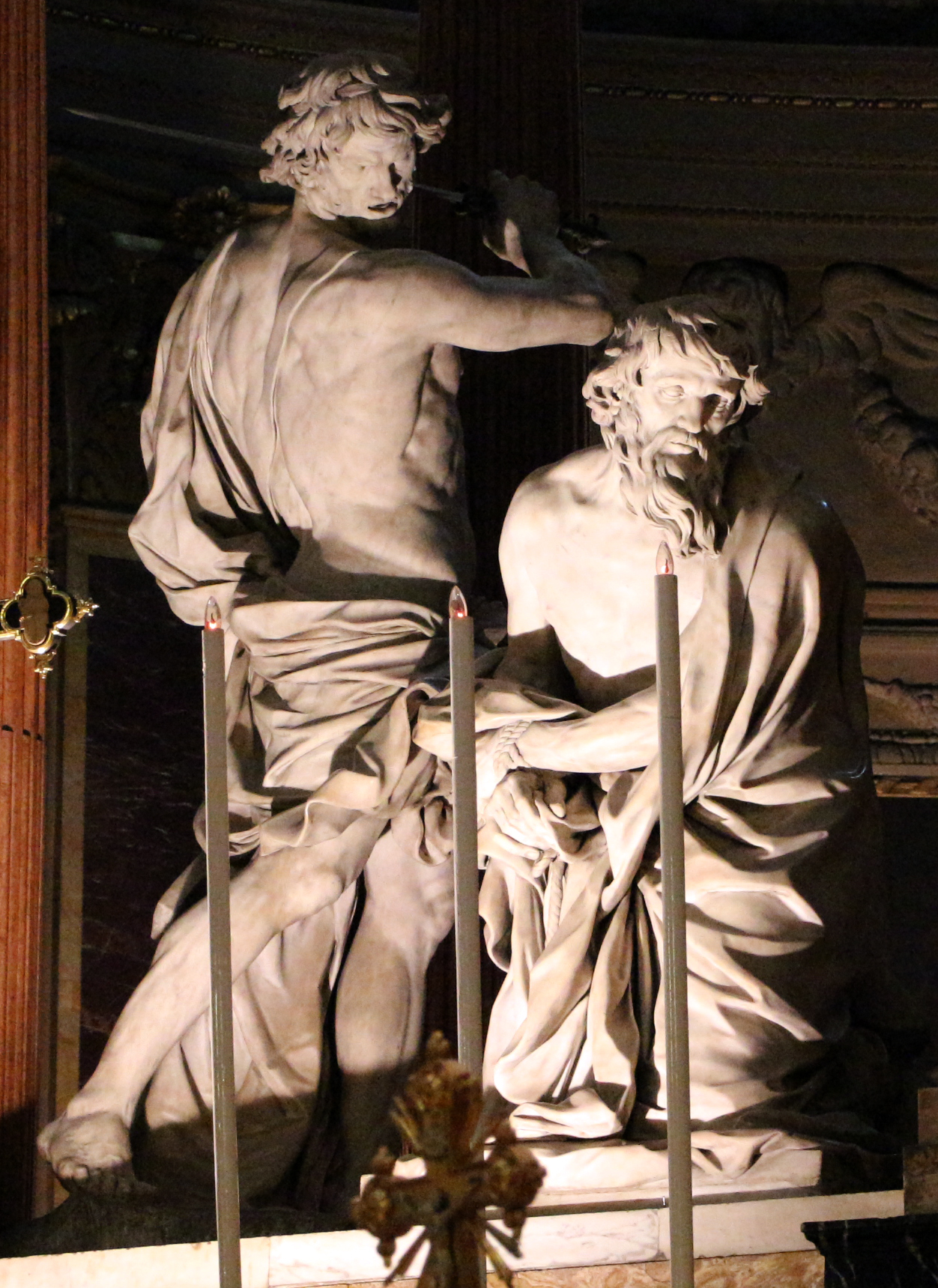
圣保罗的斩首

圣保罗的斩首属巴洛克艺术。材质使用了白色卡拉拉大理石。圣保罗高190cm，刽子手高282cm。現存於博罗尼亚的圣保罗教堂。